# Срби у Славонији
Срби у Славонији су део српског народа који је настањен на просторима Славоније. По вероисповести су већином православци, а мањим делом и римокатолици. На просторима старе Бановине Славоније и суседних угарских жупанија (Пожешке и Вуковске), присуство Срба је посведочено од 15. века, а веће скупине српског народа се на тим просторима настањују током 16. и 17. века, како на подручјима османских санџака (Пожешког и Пакрачког), тако и на суседним хабзбуршким подручјима у горњој Славонији (Вараждински генералат). На тим просторима, православни Срби су имали своје епархије (Пожешку и Вретанијску), које су биле у саставу обновљене Српске патријаршије. За време хабзбуршке власти (1699-1918), православни Срби у Славонији су били под јурисдикцијом Пакрачке епархије, која је била у саставу Карловачке митрополије. Уласком Славоније у састав Југославије (1918), положај славонских Срба накратко се поправио. Током Другог светског рата (1941-1945), над српским народом у Славонији извршен је геноцид, а управо на том подручју се налазио и злогласни концентрациони логор Јасеновац. Током рата је уништен и знатан део српског историјског и културног наслеђа на славонским просторима. У новој Југославији, Славонија је укључена у састав југословенске федералне јединице Хрватске у којој су Срби имали статус конститутивног народа. Током рата у Хрватској (1991-1995), велики део српског народа протеран је са подручја Славоније.

## Историја
Историја Срба у Славонији дели се на три периода: средњовековни (под угарском влашћу, до османског освајања), нововековни (период османске и хабзбуршке власти) и савремени (период југословенске и хрватске власти).
Током позног средњовековног раздобља, тадашња Бановина Славонија обухватала је четири жупаније (Загребачка, Крижевачка, Вараждинска, Вировитичка), док су суседне жупаније (Пожешка и Вуковска), биле под непосредном угарском влашћу. Присуство Срба на тим просторима посведочено је већ од 15. века, а најзначајнији српски споменик са подручја старе (горње) Славоније био је Вараждински апостол, српска ћириличка рукописна књига која је настала 1454. године у Вараждину, по наруџбини Катарине Бранковић, ћерке српског деспота Ђурђа Бранковића и супруге грофа Улриха II Цељског. У то време, поједини српски великаши добијали су поседе на старом славонском подручју, те је тако Владислав Косача, избегли херцег од светог Саве, за време владавине угарског краља Матије Корвина држао град Калник.
Титуларни српски деспот Стефан Бериславић (†1535), син српске деспотице Јелене Јакшић, држао је бројне поседе на славонским просторима, са средиштем у Броду који је прозван Деспот Брод. Након Мохачке битке (1526), деспот Стефан је покушао да створи сопствену област (прозвану деспотова земља), лавирајући између угарских и османских власти. Последњи српски титуларни деспот Павле Бакић погинуо је 1537. године у Бици код Горјана, борећи се против османске најезде.
Након освајања Вуковске и Пожешке жупаније (у целини) и источних делова Вировитичке и Крижевачке жупаније у првој половини 16. века, османске власти су на тим просторима успоставиле два санџака: Пожешки и Пакрачки. До тог времена, велики део староседелаца (стари Славонци) избегао је са тих простора пред османском најездом, тако да су на подручјима поменутих санџака настањене бројне скупине православних Срба. Тада је основана и Пожешка епархија, која је била у саставу обновљене Српске патријаршије, а најзначајнији православни центар на том подручју био је Манастир Ораховица.
За време османске власти, простор данашње Славоније се на бројним картама називао Рашком (Rascia). Василије Ђерић је у књизи О српском имену по западнијем крајевима нашега народа навео податак да Март. Сент-Ивањи 1691. (Miscellaneorum Decad. Secund. P. I. p. 148-150) каже: Славонија има са сјевера Угарску и ријеку Драву, која је између њих, са запада Штајерску, с југа Хрватску, од које је дијели ријека Сава, с Истока Рашку (Рацку, Српску). У дужини има 20 миља, у ширину 10 између раве и Саве. Дијели се на три жупаније: крижевачку, загребачку и вараждинску. Рашка (Српска), која је као и Хрватска одвојена од Славоније, има са запада Славонију, са сјевера Угарску и ријеку Драву, с истока уток Саве у Дунав, повелики дио Угарске, с југа Босну и Србију, од којих је раставља ријека Сава. Она има у дужини 20 њемачкијех миља, и низ ток ријеке Саве 25, у ширину 12 између Саве и Драве. Има исто тако три жупаније, пожешку, валповачку и сријемску.  Помињање Рашана (Раци) на том простору је учестало и у предтурском и у периоду након одласка турске власти. Османлије су за православце користиле назив Власи, па се у њиховим документима често спомињу Власи, које насељавају по новоосвојеним граничним крајевима, серхатима. Имена предтурских католика са простора данашње Славоније су добрим дијелом мађаризована, као Матијаш, Миклош... иако се радило о Словенима, док су имена православних била народна, као Вук, Ђурађ (мјесто Свети Ђурађ), Кузма, Лазар... Старији облик славонског имена био је кајкавско-екавски Словење (16. в.) и користио се до 18. вијека, а каснијим одласком кајкаваца (пред турском најездом) и већим досељавањима штокавских-икаваца и ијекаваца, надвладала је икавска варијанта Словиње и Словинци. Назив Славонија се уводи од латинског S(c)lavoniа. Радослав Лопашић наводи податак да су становници Славоније себе, у старије доба, звали Словинци и да је тек у прошлом виеку (18. в.) настао, по латинском, назив Славонац. Хрватски етнолог ромског поријекла Антун Радић је записао да су се ти кајкавско-екавски Словенци похрватили. У листу Дом од 3.12.1903. је записао да прије 300-400 година око Загреба, Крижеваца, Сиска, Пожеге... није било ниједног Хрвата. Они су били преко Велебита, ближе мору, а око Загреба, па на запад до Љубљане и низводно уз Саву су били Словенци или Словинци. Када је хрватска држава преко Велебита пропала, преселили су се хрватски бани међу Словенце, у Загреб, али су се и даље звали хрватски бани. И тако су Словенци имали хрватског бана, али због сличног говора нису га сматрали туђим. Временом су људи изгубили своје име и Словенци на том простору су се почели звати Хрватима. Тако се славонско име из Загреба и околине, који постаје Хрватска, сели на исток, на простор раније Рашке. Након што су ти простори ослобођени од Турака, 1699. године се успоставља Краљевина Славонија, која је заправо данашња Славонија. Процес ширења аустријско-хрватског утицаја на тај простор је започео одмах по одласку турске власти. Док је у турском периоду, за католике тога краја била надлежна Београдска бискупија, одласком Турака долази до сукоба између Ђаковачке и Загребачке бискупије око граница бискупија. Загребачки бискуп био је експонент аустријске политике и као политички јачи, насилно је проширио свој утицај далеко на исток, до ријеке Вуке. Ђаковачки бискуп Никола Ограмић Оловчић је убијен у својој резиденцији. До тада су фрањевци на том простору користили и ћирилицу, а од тада им се намеће само латиница. Брод од Турака ослобађају њемачки и рацки војници. Сачувано је писмо Војводе Карла де Кроја из 1691. године о освајању Брода од Турака. Из писма се види да су Рашани-Срби и Нијемци, на челу с њим, ослободили Брод од Турака. Он у писму спомиње рацке хајдуке којима је повјерио да одвежу неколико турских лађи на Сави, наводи у свом табору рацког капетана Перчинлију с 300 Раца и хајдука. Чим је настала вече, почну Раци и хајдуци прелазити на другу обалу, чамцем се превезло 80 рацких хајдука, који су се смјестили иза тамоших рацких колиба. На крају писма пише да је исте ноћи дао турску тврђаву запосјести с Рацима и са 100 њемачких војника.
Због покушаја наметања духовно-политичке власти Загребачког бискупа и у Броду, угледни становници Брода су у писму од 8. октобра 1702. године, писали о узорном црквеном дјеловању фрањеваца из Брода. На почетку тога писма они пишу: Ми доље потписани римокатолици народности славенскоилирске града Брода... Од њихове жупничке скрби... нити канимо нити хоћемо, да нас се кида, било каквим насиљем, подстреком или одвођењем... Након имена и презимена 21 потписника (од којих су нека од презимена: Дабић, Богдановић, Лазић, Нинковић, Наранђић...), слиједи текст у којем се опет наводе називи народа: ...овом славонском и рашком народу... Називи за народ, славонски и рашки, указивало је на двије вјере. Рашко име је било више везано за православце (иако имамо сачуване податке о католичким Рацима-Буњевцима и Шокцима), а славонско име се наметало католицима и покатоличеним умјесто рашког. Јохан Вилхелм фон Таубе у својој путописној књизи о Славонији и Сријему из 1777.-1778. године, користи искључиво илирско име за житеље Славоније. Антун Радић је писао и о хрватизацији Славоније. У Дому од 10.11.1904. наводи текст у којем је наведено да је неко нпр. у Винковце дошао још прије 20 година и да је рекао да је Хрват и да су ти људи Хрвати, био би сретан ако би му се сав свијет смијао, јер би лако добио и батине. То су били Раци и Шокци, а Хрватама није било ни трага. Али већ тада су господа по Славонији, а било је већ и таквих сељака, говорили да су Хрвати. У тексту се констатује да је од те несвјесне масе, Странка права Анте Старчевића, створила Хрвате. Рашком имену се противио славонски језуита Антун Канижлић у 18. вијеку, у свом дјелу из 1760. године, а због рашког имена је негодовао и босански фрањевац фра Филип Ластрић, сматрајући да Нијемци криво и наопако зову све Илире Рацима, као да су сви из Рашке. Бивши запосленик Хрватског института за повијест, историчар Дамир Матановић, у предговору књиге Мијата Стојановића, Сгоде и несгоде мога живота, пише да је код старих Славонаца свијест о припадности широј хрватској заједници тешко доказати.
Симеон Пишчевић је у својој Историји српског народа из 1795. записао да су у Славонији и Срему прије Турака били само Срби. Писао је и о процесу однарођавања покатоличених Срба и унијата у Славонији, који су спроводили фрањевци, трудећи се да од њих стварају нови народ (тада их још нису претварали у Хрвате). Прво су им укинули словенско писмо (ћирилицу), којим су и сами до тада писали, а затим би им уводили и нове ријечи, да би се што више разликовали од својих српских сународника православне вјере.
Српска свијест, међу малобројном интелигенцијом Славоније је претходила хрватској, иако је у ранијим вијековима она замирала због вјерских разлика, па католици имају друга имена: Шокци, Буњевци, Илири, Славонци. Андрија Торкват Брлић, Србин католичке вјере из Брода на Сави (каснијег Славонског Брода) пише да је: Славонија скоро изкључиво напучена Сербством римске и герчке цркве. Игњат Брлић на крају писма из Беча, од 9. маја 1853. године, свом брату, Андрији Торквату Брлићу, пише: ...бадава је сав напор наш без политичне самосталности, а то би се, како прије рекох, најлакше могло постигнути, кад би се србско име обновило и тим именом, као што већ сад сваки Србин чувствује, српско царство, самосталност и.т.д. скопчала и у народу пробудила. Још наш Шокац, ја то најбоље знам, пјева о србском цару Стипану, о цару Лазару, о Косовској битки и.т.д. чувствује да је Србин, али изрећи само неће...
И други Брођанин, истакнути илирац Мато Топаловић, католички свештеник, у свом дјелу из 1842. године, Одзив родољубног сердца је записао: Хеј! ви високомудри Хорвати, који нећете ништа да чујете о имену илирском! Којим правом можете ви и помислити само, да се наш народ јужни, наш језик, наша литература именом хорватским овјенча? Кажите ми молим вас, одкад вам се рачуна главни ваш град Загреб да спада на Хорватску? Ја у старини само славонско име тамо налазим. Bani totius Slavoniae, имадиаху област од мора јадранског тиа до Дунава. Гди је тад Хорватска била?...
Српски књижевник католичке вјере и официр из Славоније, Антун Матија Рељковић (1732.—1798) је у 4. глави свог дјела Сатир написао: O Slavonise, tise verlo varash, koij godmi tako odgovarash, Nashi stari iesu knygu znali, Serbski shtili, a Serbski pisali.
Одсуство хрватске свијести у ранија времена није карактеристично само за необразоване Славонце, него и за најобразованије људе тога времена. Фрањевци у Нашицама у својим љетописима наводе само илирско и славонско име. На дан 29. јуна 1815. споменут је брат Фрањо Лесковац, клирик философије, Славонац из Брода, дана 9. јула исте године се наводи брат Ремигије Матковић, Славонац из Церника, а на дан 23. маја 1815. је споменут брат Иво Абрамовић, Славонац из Пожеге. Локални језик се никада не именује хрватским, но илирским именом (3.7.1796., 27.7.1800., 6.3.1801., 11.6.1801., 10.6.1802), а народност се исто именује илирским именом. Матија Шендић из Пожеге је 13.5.1803. споменут да је илирске народности (Natione Illyrus), док су преводиоци из Хрватског института за повијест то са латинског превели као хрватски језик и да је он по народности Хрват. Илирски стихови оца Ивана Балатовића, од 16.6.1805 су са латинског изворника преведени, у другој књизи ових записника, из 2012., као хрватски стихови, док је отац Јероним Андријашевић, по народности Илир из Пожеге (natione Illyrus) (1.1.1807), постхумно кроатизиран и наведен као Хрват из Пожеге. Поред илирског и славонског имена за католике, за православне се тада више веже рашко име, па су на дан 7.12.1799. споменуте неке несреће које су се појавиле у рашкој (Rassicensi) заједници у Шаренграду. Петар Корунић је навео податак да се под појмом илирске нације, у многим књигама и дипломатији, често подразумјевало Србе у Хабзбуршкој монархији. Стјепан Јесенковић, професор сјеменишта (католика богословија) у Ђакову је у писму Гају, крајем 1835. писао да многи Славонци замјерају што новине носe ознаку Хорватскe, па се боје Славонци да их не похрватите, већ да их нарешите (назовете) Новине Славјанске, или Илирскеили Обћинске.
1728. постојала је на граници Славоније и Хрватске царина, коју су неки морали да плаћају при преласку границе.
Срби у Славонији су у вријеме НДХ били изложени геноциду, протјеривању и присилном покатоличавању. Стварањем савремене Републике Хрватске, притисак и прогони су се наставили, што је резултирало наставку политичког ширења хрватског утицаја на том простору и драстичном смањењу броја православних Срба. Етногенезама, католици разних нација и покатоличени (Срби, Јевреји...) су формирани у савремену хрватску нацију, а православни у српску. Сузбијање славонског имена у новије вријеме, се огледа и у промјени назива града, из Славонска Пожега у Пожегу, а у Славонском Броду је умјесто локалних новина Бродски лист, поново уведено правашко гласило са називом Посавска Хрватска. Историјске личности и католици из тога краја, који су се борили против хрватизације Славоније, се постхумно и пропагандно проглашавају Хрватима (Мато Топаловић, Андрија Торкват Брлић).

## Познате личности
- Антун Матија Рељковић, књижевник
- Андрија Торкват Брлић, политичар
- Коста Мушицки, пуковник Југословенске војске и генерал Српског добровољачког корпуса
- Бранко Радичевић, пјесник
- Јосиф Руњанин, композитор
- Патријарх српски Павле
- Митрополит београдски Петар
- Георгије Богић, јереј СПЦ и парох у Нашицама
- Никанор Поповић, епископ Српске православне цркве
- Смиља Аврамов, стручњак за међународно право
- Предраг Стојаковић, кошаркаш
- Јасна Шекарић, репрезентативка у стрељаштву
- Никола Арсеновић, етнограф
- Славка Атанасијевић, пијанисткиња и композиторка
- Данило Блануша, математичар и физичар
- Радивој Богичевић, стрипски аутор
- Бошко Буха, партизан
- Григор Витез, пјесник, дјечји писац и преводилац
- Викентије Вујић, епископ Српске православне цркве
- Јован Гавриловић, историчар и политичар
- Славко Гавриловић, историчар и академик САНУ
- Милан Гајић, фудбалер
- Јелена Докић, тенисерка
- Зоран Ерцег, кошаркаш
- Димитрије Исаиловић, економиста, просветни радник и уредник Српских новина
- Горан Јагар, веслач
- Милица Кљаић-Радаковић, глумица
- Зоран Кнежевић, астроном и академик
- Данијел Љубоја, фудбалер
- Милан Мачван, кошаркаш
- Милутин Миланковић, научник
- Синиша Михајловић, фудбалер
- Светлана Огњеновић, рукометашица
- Коста Перовић, кошаркаш
- Томислав Петернек, фотограф
- Петар Прерадовић, пјесник
- Паула Путанов, хемичарка, академик САНУ
- Слободан Селенић, писац и критичар
- Марко Тајчевић, композитор, учитељ музике и музички критичар
- Сима Ћирковић, историчар и академик
- Ђура Хорватовић, генерал и министар војни
- Драго Чумић, глумац
- Константин Чупковић, одбојкаш

## Галерија
- Карта из 1645. године, на којој је Рашка на подручју данашње Славоније, Босна јужно од Рашке и ријеке Саве, Славонија је око Загреба, а јужно од те старије Славоније и ријеке Саве је била Хрватска.
- Дио рукописа Рељковићевог Сатира из 1761. Ту наводи да су нашки стари - Славонци, били писмени и знали за књигу. Сербски су штили - читали, а сербски писали - ћирилицом. Загребачки Србобран је у овом дијелу рукописа открио накнадни фалсификат. Неко је Нашки стари претворио у Вашки стари. Циљ фалсификата је био Рељковића одвојити од тих старих Славонаца, чији је језик био српски и приказати га као хрватског просвјетитеља.[44]